# Podmoky u Městce Králové

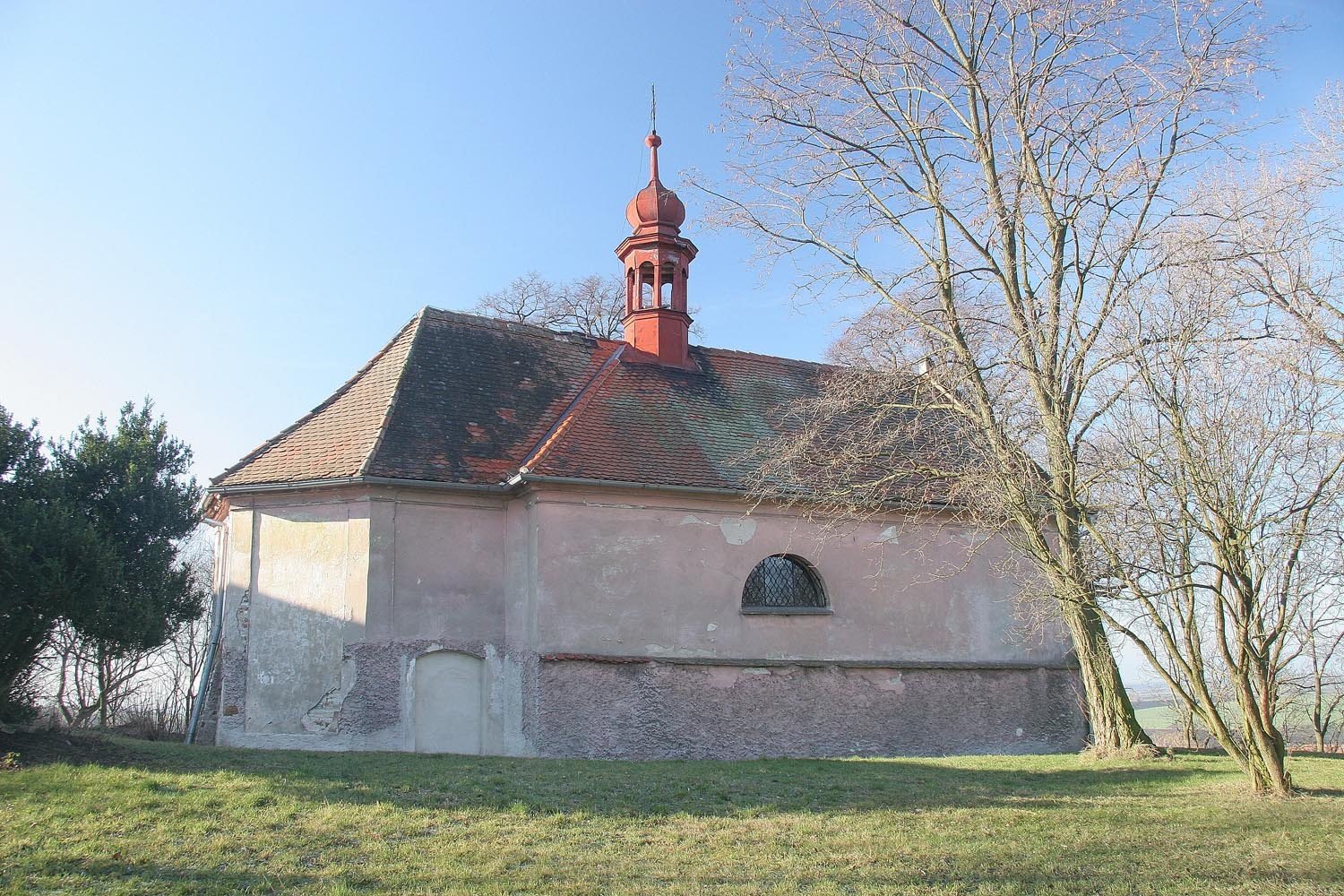
Kirche St. Bartholomäus

Podmoky (deutsch Podmok) ist eine Gemeinde in Tschechien. Sie liegt fünf Kilometer südwestlich von Městec Králové und gehört zum Okres Nymburk.

## Geographie
Podmoky befindet sich rechtsseitig über dem Tal des Velenický potok (Velenka) auf der Böhmischen Tafel. Nördlich erhebt sich der Hügel Herhulec (Herhuletz, 234 m) und im Süden der Vinný vrch (252 m). Im Norden liegt die Wüstung Habrovník.
Nachbarorte sind Velenice und Nové Hrady im Norden, Městec Králové im Nordosten, Dlouhopolsko und Opočnice im Südosten, Vrbice im Süden, Senice im Südosten, Ostrov und Úmyslovice im Osten sowie Šumbor im Nordosten.

## Geschichte
Die erste schriftliche Erwähnung des an der Velenka gelegenen Dorfes Habrnice und der Kirche erfolgte im Jahre 1305. Die gegenüber der Kirche gelegene Feste war der Sitz des Rittergeschlechtes von Habernitz. Während der Hussitenkriege blieb Habrnice katholisch und wurde von den Hussiten erobert und zerstört. Einige der Bewohner konnten noch in den Herhuletzer Wald flüchten und errichteten nach ihrer Rückkehr am Hang südlich von Habrnice das neue Dorf Podmok. 1553 bestand Podmok aus 15 Bauerngütern und drei Chaluppen. Mit seinen 180 Einwohnern war es ein großes Dorf. 1547 wurde in Podmoky ein Schulze eingesetzt, dessen Bezirk auch Vrbice und Opočnice umfasste. Die Lage an der Haupthandelsstraße nach Schlesien führte im Dreißigjährigen Kriege verschiedene Truppen in das Dorf, die Podmok plünderten und brandschatzten. Am 7. August 1634 wurde Podmok einschließlich der Filialkirche St. Bartholomäus sowie die Nachbardörfer Vrbice, Činěves und Opočnice von kursächsischen Truppen niedergebrannt. 1651 begann die Wiederbesiedlung des wüsten Dorfes. Im Jahre 1742 lebten in Podmok 240 Menschen. Die Bewohner waren größtenteils protestantisch und im Zuge der Rekatholisierung emigrierten viele nach Sachsen und Schlesien. 1817 wurde die seit 1634 zerstörte Kirche wiederaufgebaut.
Nach der Aufhebung der Patrimonialherrschaften bildete Podmoklý ab 1850 mit dem Ortsteil Vrbice eine Gemeinde im Bezirk Poděbrady. 1864 entstand die politische Gemeinde Vrbice. Im Jahre marschierten preußische Truppen ein und brachten die Cholera mit. An der Epidemie verstarben 40 Einwohner. Im Jahre 1900 lebten in den 73 Häusern von Podmokly 521 Menschen. 1906 entstand ein Schulgebäude im Sezessionstil. 1910 erreichte das Dorf mit 590 Einwohnern die höchste Bevölkerungszahl seiner Geschichte. Zum 1. Januar 1961 kam die Gemeinde zum Okres Nymburk. Zwischen 1980 und 1991 war Podmoky nach Opočnice eingemeindet. Seit Beginn des Jahres 1992 besteht die Gemeinde wieder.

## Gemeindegliederung
Für die Gemeinde Podmoky sind keine Ortsteile ausgewiesen.

## Sehenswürdigkeiten
- Kirche St. Bartholomäus, erbaut in den Jahren 1817 bis 1818, 1903 wurde sie restauriert
- Hügel Vinný vrch, südlich des Dorfes, Naturdenkmal
- Reste der Feste Bolice, östlich des Ortes

## Söhne und Töchter der Gemeinde
- Jan Miller (1870–1937), Schriftsteller und Senator. Miller war von 1906 bis 1907 und von 1910 bis 1919 Bürgermeister von Podmoky.